# Фактор пригнічення міграції макрофагів
Фактор пригнічення міграції макрофагів (англ. Macrophage migration inhibitory factor (glycosylation-inhibiting factor)) — білок, який кодується геном MIF, розташованим у людей на короткому плечі 22-ї хромосоми. Довжина поліпептидного ланцюга білка становить 115 амінокислот, а молекулярна маса — 12 476.
| 10         |  | 20         |  | 30         |  | 40         |  | 50         |
| ---------- |  | ---------- |  | ---------- |  | ---------- |  | ---------- |
| MPMFIVNTNV |  | PRASVPDGFL |  | SELTQQLAQA |  | TGKPPQYIAV |  | HVVPDQLMAF |
| GGSSEPCALC |  | SLHSIGKIGG |  | AQNRSYSKLL |  | CGLLAERLRI |  | SPDRVYINYY |
| DMNAANVGWN |  | NSTFA      |  |            |  |            |  |            |

A: Аланін

C: Цистеїн

D: Аспарагінова кислота

E: Глутамінова кислота

F: Фенілаланін

G: Гліцин

H: Гістидин

I: Ізолейцин

K: Лізин

L: Лейцин

M: Метіонін

N: Аспарагін

P: Пролін

Q: Глутамін

R: Аргінін

S: Серин

T: Треонін

V: Валін

W: Триптофан

Цей білок за функціями належить до ізомераз, цитокінів.
Задіяний у таких біологічних процесах як імунітет, вроджений імунітет, запальна відповідь.
Локалізований у цитоплазмі.
Також секретований назовні.